# 1987 în științifico-fantastic
- 1986 în științifico-fantastic — 1987 în științifico-fantastic — 1988 în științifico-fantastic

1987 în științifico-fantastic a implicat o serie de evenimente:

## Nașteri și decese

### Decese
- Alfred Bester (n. 1913) - Primul câștigător al premiului Hugo în 1953 cu romanul Omul demolat.
- Terry Carr (n. 1937)
- Theodore Cogswell (n. 1918)
- Leonard Daventry (n. 1915)
- Darrel T. Langart (Pseudonimul lui Randall Garrett) (n. 1927)
- Alun Llewellyn (n. 1903)
- C. L. Moore (n. 1911)
- James Tiptree, Jr. (Pseudonimul lui Alice Sheldon) (n. 1916)
- Wolf Weitbrecht (n. 1920), SF der DDR
- Richard Wilson (n. 1920)

## Filme
| Titlu                                      | Regizor                           | Distribuție                                                           | Țara                       | Sub-Gen /Note      |
| ------------------------------------------ | --------------------------------- | --------------------------------------------------------------------- | -------------------------- | ------------------ |
| *batteries not included                    | Matthew Robbins                   | Hume Cronyn, Jessica Tandy, Frank McRae                               | Statele Unite ale Americii |                    |
| Bad Taste                                  | Peter Jackson                     | Peter Jackson, Mike Minett, Pete O'Herne                              | Noua Zeelandă              |                    |
| Cherry 2000                                | Steve De Jarnatt                  | Melanie Griffith, David Andrews                                       | Statele Unite ale Americii |                    |
| The Curse                                  | David Chaskin, David Keith        | Wil Wheaton, Claude Akins, Malcom Danare                              | Statele Unite ale Americii | [ 2 ]              |
| The Hidden                                 | Jack Sholder                      | Kyle MacLachlan, Michael Nouri, Claudia Christian                     | Statele Unite ale Americii |                    |
| Innerspace                                 | Joe Dante                         | Dennis Quaid, Martin Short, Meg Ryan                                  | Statele Unite ale Americii | [ 3 ]              |
| The Kindred                                | Stephen Carpenter, Jeffrey Obrow  | David Allen Brooks, Rod Steiger, Amanda Pays                          | Statele Unite ale Americii | [ 4 ]              |
| The Lucifer Complex                        | Kenneth Hartford, David L. Hewitt | Aldo Ray, Merrie Lynn Ross, Robert Vaughn, Keenan Wynn                | Statele Unite ale Americii | [ 5 ] [ 6 ]        |
| Masters of the Universe                    | Gary Goddard                      | Dolph Lundgren, Frank Langella, Meg Foster, Billy Barty, James Tolkan | Statele Unite ale Americii |                    |
| Mr. India                                  | Shekhar Kapur                     |                                                                       | India                      |                    |
| Nightflyers                                | Robert Collector, Gene Warren     | Catherine Mary Stewart, John Standing, Michael Praed, Lisa Blount     | Statele Unite ale Americii | [ 7 ]              |
| On the Silver Globe                        | Andrzej Zulawski                  | Andrzej Seweryn, Grazyna Dylag, Jerzy Trela                           | Polonia                    |                    |
| Predator                                   | John McTiernan                    | Arnold Schwarzenegger, Carl Weathers, Elpidia Carrillo                | Statele Unite ale Americii |                    |
| Prison Ship                                | Fred Olen Ray                     | Ross Hagen, Sandy Brooke, Susan Stokey, John Carradine                | Statele Unite ale Americii | [ 8 ] [ 9 ] [ 10 ] |
| Project X                                  | Jonathan Kaplan                   | Matthew Broderick, Helen Hunt, William Sadler                         | Statele Unite ale Americii |                    |
| RoboCop                                    | Paul Verhoeven                    | Peter Weller, Nancy Allen, Ronny Cox, Kurtwood Smith                  | Statele Unite ale Americii | [ 11 ]             |
| Royal Space Force: The Wings of Honnêamise | Hiroyuki Yamaga                   |                                                                       | Japonia                    | Film anime         |
| The Running Man                            | Paul Michael Glaser               | Arnold Schwarzenegger, María Conchita Alonso, Richard Dawson          | Statele Unite ale Americii |                    |
| Spaceballs                                 | Mel Brooks                        | Mel Brooks, Bill Pullman, John Candy, Rick Moranis, Daphne Zuniga     | Statele Unite ale Americii |                    |
| Slave Girls from Beyond Infinity           | Ken Dixon                         | Elizabeth Kaitan, Cindy Beal, Brinke Stevens                          | Statele Unite ale Americii |                    |
| The Stepford Children                      | Alan J. Levi                      | Barbara Eden, Don Murray, Randall Batinkoff, Tammy Lauren             | Statele Unite ale Americii |                    |
| Superman IV: The Quest for Peace           | Sidney J. Furie                   | Christopher Reeve, Gene Hackman, Jackie Cooper, Margot Kidder         | Statele Unite ale Americii |                    |
| Wicked City                                | Yoshiaki Kawajiri                 |                                                                       | Japonia                    | Film anime         |
|                                            |                                   |                                                                       |                            |                    |

## Premii

### Premiul Hugo
Premiile Hugo decernate la Worldcon pentru cele mai bune lucrări apărute în anul precedent:
- Premiul Hugo pentru cel mai bun roman:[12] Vorbitor în numele morților de Orson Scott Card
- Premiul Hugo pentru cea mai bună povestire:
- Premiul Hugo pentru cea mai bună prezentare dramatică:
- Premiul Hugo pentru cea mai bună revistă profesionistă:
- Premiul Hugo pentru cel mai bun fanzin:

### Premiul Nebula
Premiile Nebula acordate de Science Fiction and Fantasy Writers of America pentru cele mai bune lucrări apărute în anul precedent:
- Premiul Nebula pentru cel mai bun roman:[13] The Falling Woman de Pat Murphy
- Premiul Nebula pentru cea mai bună nuvelă:
- Premiul Nebula pentru cea mai bună povestire:

### Premiul Saturn
Premiile Saturn sunt acordate de Academy of Science Fiction, Fantasy and Horror Films:
- Premiul Saturn pentru cel mai bun film științifico-fantastic: RoboCop, regizat de Paul Verhoeven